# Campeonato Mundial de Piragüismo en Maratón de 1992
El III Campeonato Mundial de Piragüismo en Maratón se celebró en Brisbane (Australia) entre el 3 y el 4 de octubre de 1992 bajo la organización de la Federación Internacional de Piragüismo (ICF).

## Resultados

### Masculino
| Evento | Oro                                                   | Plata                                               | Bronce                                            |
| ------ | ----------------------------------------------------- | --------------------------------------------------- | ------------------------------------------------- |
| C1     | Gabor Kolozsvari · Hungría · 3:49:32                  | Pál Pétervári · Hungría · 3:49:33                   | Pavel Bednář Checoslovaquia 3:49:43               |
| C2     | Arne Nielsson Christian Frederiksen Dinamarca 3:21:22 | Istvan Gyulai · Zsolt Bohács · Hungría · 3:30:38    | Petr Fuksa Zbynek Adamec Checoslovaquia 3:30:41   |
| K1     | Ivan Lawler Reino Unido 3:20:23                       | Stefan Gustafsson · Suecia · 3:20:30                | Rui Cancio Portugal 3:20:55                       |
| K2     | Ramon Andersson Steven Wood Australia 3:06:19,05      | Bruno Jannis · Werner Jannis · Bélgica · 3:06:19,87 | Magnus Skoldback · Tommy Karls · Suecia · 3:06:20 |

### Femenino
| Evento | Oro                                                   | Plata                                                | Bronce                                        |
| ------ | ----------------------------------------------------- | ---------------------------------------------------- | --------------------------------------------- |
| K1     | Susanne Gunnarsson · Suecia · 3:34:36                 | Ursula Profanter · Austria · 3:36:53                 | Janet Hall Australia 3:44:11                  |
| K2     | Anett Schuck · Antje Manfroni · Alemania · 3:31:00,12 | Sandra Troop Maria Blumenthal Reino Unido 3:31:00,88 | Hanne Selmer Bettina Larsen Dinamarca 3:31:02 |

## Medallero
| Núm. | País           | Oro | Plata | Bronce | Total |
| ---- | -------------- | --- | ----- | ------ | ----- |
| 1    | Hungría        | 1   | 2     | 0      | 3     |
| 2    | Suecia         | 1   | 1     | 1      | 3     |
| 3    | Reino Unido    | 1   | 1     | 0      | 2     |
| 4    | Australia      | 1   | 0     | 1      | 2     |
| 4    | Dinamarca      | 1   | 0     | 1      | 2     |
| 6    | Alemania       | 1   | 0     | 0      | 0     |
| 7    | Austria        | 0   | 1     | 0      | 0     |
| 7    | Bélgica        | 0   | 1     | 0      | 0     |
| 9    | Checoslovaquia | 0   | 0     | 2      | 2     |
| 10   | Portugal       | 0   | 0     | 1      | 1     |
|      | TOTAL          | 6   | 6     | 6      | 18    |